# Mosigkau Slot
51°48′23.180″N 12°9′1.3104″Ø / 51.80643889°N 12.150364000°Ø
Mosigkau Slot (Schloss Mosigkau) ligger i centrum af landsbyen Mosigkau otte kilometer syd for Dessau-Rosslau. Rokokoslottet blev bygget mellem 1752 og 1757 og skulle tjene som sommerresidens for ejerne. 
De første tegninger stammer antagelig fra Sanssouciarkitekten Georg Wenzeslaus von Knobelsdorff.  Prinsesse Anna Wilhelmine af Anhalt-Dessau, yndlingsdatter af fyrst Leopold 1. af Anhalt-Dessau, stod for opførelsen af  ejendommen.
Efter Anna Wilhelmines død i 1780 gik ejendommen ind i en stiftelse for adelige, ugifte kvinder, en stiftelse som bestod indtil 1945.
Mosigkau Slot hører til de sidste fuldstændige rokokobyggerier i Midttyskland. Det kulturhistoriske højdepunkt i slottet er gallerisalen. Den er rigt udsmykket med stukkatur og indeholder bl.a. Zephyr og Flora af Peter Paul Rubens og Prinsen af Oranien af Anton van Dyck og desuden værker af flamske italienske og tyske kunstnere.
Slottet har siden  2000 været på UNESCOs liste over verdens kulturarv som en del af Dessau-Wörlitz kulturlandskab.